# کاردکس
به قفسه‌های چوبی یا فولادی که از چندین کشو درست شده و در هر کشو برگه‌های متعددی به اندازه ۱۲*۱۲ سانت به صورت افقی درست شده است جعبه کاردکس (Cardex) می گویند.
روی هر برگه مشخصات مجله را می‌نویسند و هر شماره از مجله یا پیایند جدیدی که به کتابخانه وارد می‌شود، اطلاعات آن در برگه مخصوص آن پیایند ثبت می‌شود. کاردکس‌ها معمولاً برای ثبت مشخصات پیایندها به کار می‌روند ولی می‌توان از آن برای موارد دیگر نیز استفاده کرد. به آن برگه دان قابل رویت  نیز می گویند.
در مبحث انبارداری و حسابداری کاردکس که به اشتباه گاهی کارتکس هم می گویند عبارت از یک فرم یا برگه که هنگامیکه یک کالا از انبار خارج و یا به انبار وارد می‌شود، اطلاعات مربوط به آن کالا یا محصول در آن یادداشت می‌شود. 